# Список каналов Германии
Ниже приведен список основных судоходных каналов, расположенных на территории Германии. Каналы расположены в алфавитном порядке. Список является открытым и может дополняться.
| Название канала                           | От                           | До                                 |
| ----------------------------------------- | ---------------------------- | ---------------------------------- |
| Берлинско-Шпандауский судоходный канал    | Хафель, Шпандау              | Шпре, Берлин                       |
| Дортмунд-Эмс-канал                        | Дортмунд                     | Эмс, Папенбург                     |
| Канал Везель-Даттельн                     | Рейн, Везель                 | Дортмунд-Эмс-канал, Даттельн       |
| Даттельн-Хамм-канал                       | Дортмунд-Эмс-канал, Даттельн | Хамм-Унтроп                        |
| Кильский канал                            | Эльба, Брунсбюттель          | Балтийское море, Киль-Гольтенау    |
| Кюстен-канал (канал Эмс-Хунте)            | Дортмунд-Эмс-канал, Дёрпен   | Хунте, Ольденбург                  |
| Ландвер-канал                             | Шпре, Берлин-Шарлоттенбург   | Шпре, Берлин-Трептов-Кёпеник       |
| Одер-Хафель-канал                         | Хафель, Хеннигсдорф          | Одер, Одерберг                     |
| Одер-Шпре-канал                           | Даме, Берлин-Трептов-Кёпеник | Одер, Айзенхюттенштадт             |
| Канал Рейн-Майн-Дунай                     | Майн, Бамберг                | Дунай, Кельхайм                    |
| Канал Рейн-Херне                          | Рейн, Дуйсбург               | Дортмунд-Эмс-канал, Вальтроп       |
| Рурский судоходный канал                  | Рейн, Дуйсбург               | Мюльхайм-ан-дер-Рур                |
| Среднегерманский канал                    | Дортмунд-Эмс-канал, Хёрстель | Эльба, Магдебург                   |
| Тельтов-канал                             | Хафель, Потсдам              | Даме, Берлин-Трептов-Кёпеник       |
| Финов канал                               | Хафель, Либенвальде          | Одер-Хафель-канал, Липе            |
| Хафель-канал                              | Хафель, Хеннигсдорф          | Хафель, Кецин-Паретц               |
| Эльба-Любек-канал                         | Эльба, Лауэнбург             | Траве, Любек                       |
| Эльба-Хафель-канал                        | Эльба, Магдебург             | Хафель, Бранденбург                |
| Эльба-Зайтен-канал (Обходной канал Эльбы) | Эльба, Лауэнбург             | Среднегерманский канал, Вольфсбург |
| Эмс-Яде-канал                             | Эмс, Эмден                   | Ядебузен, Вильгельмсхафен          |

- Штёр-канал
- Шпреканал
- Людвигов канал
- Каролингский канал